# Lili Assael
Lili Assael, auch Lilly oder Lily, (* unbekannt; † 1989 in New York) war eine griechische Musikerin und Holocaustüberlebende.

## Leben
Lili Assael war die ältere Schwester von Yvette Assael und spielte in Griechenland u. a. in einem Kino Klavier, obwohl sie eigentlich am Akkordeon ausgebildet worden war.
Assael wurde gemeinsam mit ihrer Schwester nach Auschwitz deportiert. Kurz nach der Gründung des Mädchenorchesters von Auschwitz trat sie gemeinsam mit ihrer Schwester im Mai 1943 dem Orchester bei. Sie spielte dort Akkordeon und die vorherige Akkordeonspielerin, Esther Bejarano, spielte dafür die Blockflöte. Später übernahm Assael auch das Notenschreiben. Im Orchester hatte sie erhebliche Auseinandersetzungen mit der Dirigentin des Orchesters, Alma Rosé. Rosé soll ihr gegenüber immer wieder handgreiflich gewesen sein und ihr gedroht haben, dass sie, wenn sie eine bessere Akkordeonspielerin finden würde, Assael ins Krematorium schicken würde. Bis zur Auflösung im Oktober 1944 blieb sie aber im Orchester und kam dann – wie die anderen jüdischen ehemaligen Mitglieder des Mädchenorchesters – bis zur Befreiung ins Konzentrationslager Bergen-Belsen. Hier soll sie, durch einen Beinbruch gehandicapt, unter einem gewissen Schutz von Irma Grese gestanden haben.
Ihr Bruder Michel Assael (* 1918), ebenfalls ein Musiker und ehemaliges Mitglied des Männerorchesters von Auschwitz, überlebte, wie auch die beiden Schwestern, den Holocaust. Die Schwestern emigrierten kurz nach Kriegsende in die USA. Assael war dort kurze Zeit Lehrerin des Pianisten Murray Perahia.
Fania Fénelon bezeichnet die beiden Schwestern in ihrem Buch Das Mädchenorchester in Auschwitz als kleine Griechinnen, was die Spannungen zwischen den unterschiedlichen Ethnien und Religion ausdrückt.